# Ardeszir Boland Eghbal
Ardeszir Boland Eghbal (pers. اردشیر بلند اقبال) – irański zapaśnik w stylu wolnym. Zdobył brązowy medal na mistrzostwach Azji w 1991 roku.